# تيلورايد (كولورادو)
تيلورايد (بالإنجليزية: Telluride, Colorado)‏ هي بلدة تقع في مقاطعة سان ميغيل، كولورادو - مقر المقاطعة بولاية كولورادو في الولايات المتحدة. تأسست عام 1878، تبلغ مساحتها 1.8 (كم²)، وترتفع عن سطح البحر 2667 م، بلغ عدد سكانها 2303 نسمة في عام 2005 حسب إحصاء مكتب تعداد الولايات المتحدة وتصل الكثافة السكانية فيها 1207.8 نسمة/كم2.

## وصلات خارجية
- Town of Telluride
- The US50 - Cities and Towns in Colorado State
- Colorado Cities and Towns, Facts, Map, Flag, Colleges, Government, and More